# Power Builder
PowerBuilder é uma linguagem de programação 4GL da Sybase. Possui muitos recursos para programação cliente servidor, para distribuição de aplicacoes, Internet, etc. É identificada pela DataWindow, um objeto de interface com o banco de dados que funciona ao mesmo tempo para busca, exibição e atualização de dados.